# لويس والدن
لويس والدن (بالإنجليزية: Lois Walden)‏ (8 فبراير 1946)؛ ممثلة، كاتبة أغاني، منتجة أسطوانات، مغنية وروائية أمريكية.

## روابط خارجية
- لويس والدن على موقع ميوزك برينز (الإنجليزية)
- لويس والدن على موقع ديسكوغز (الإنجليزية)